# Pyrrhalta erosa
Pyrrhalta erosa is een keversoort uit de familie bladkevers (Chrysomelidae). De wetenschappelijke naam van de soort werd in 1841 gepubliceerd door Frederick William Hope.